# Snåsa kommun
Snåsa kommun (norska: Snåsa kommune, sydsamiska: Snåasen tjïelte) är en kommun i Trøndelag fylke i mellersta Norge. Kommunen ligger nära Norges geografiska mittpunkt och är rik på naturresurser.
Viktiga näringar är jord- och skogsbruk, rendrift, träindustri, stenindustri och torvindustri. Det finns över 2 500 fiskevatten i kommunen, till exempel Andorsjøen, Snåsavatnet och Store Øyingen. Omkring hälften av invånarna bor i centralorten Snåsa som ligger vid nordöstra änden av Snåsavatnet. 
Snåsa kommun ingår i Förvaltningsområdet för samiska språk. Snåsa är ett kärnområde för sydsamiska, och 2008 blev kommunen, som den första i det sydsamiska området, därmed officiellt tvåspråkig.
I Snåsa kommun finns Norges nationella museum för sydsamisk historia och kultur, Saemien Sijte. Där finns också en grundskola med sydsamisk inriktning, Åarjel-saemiej skuvle.

## Administrativ historik
Snåsa kommun bildades på 1830-talet, samtidigt med flertalet andra norska kommuner.
1874 delades kommunen och Lierne kommun bildades.

## Kommunvapen
Blasonering: I blått en gull marisko.
(I blått fält en guckusko av guld.)
Kommunvapnet godkändes genom kunglig resolution den 19 augusti 1994. Guckuskon är den största orkidéväxten i Norge och växer på kalkrik jord i kommunen. Här finns även många andra arter av orkidéer.

## Tätorter
I Snåsa kommun finns en tätort:
- Snåsa (centralort)

## Socknar
Inom Norska kyrkan motsvaras Snåsa kommun av Snåsa socken i Stiklestads prosteri i Nidaros stift.

## Kända personer
- Ella Holm Bull (1929–2006), samisk lingvist och barnboksförfattare
- Jon Åge Tyldum (1968–), skidskytt med två totalsegrar i världscupen (1992 och 1995).

## Bilder

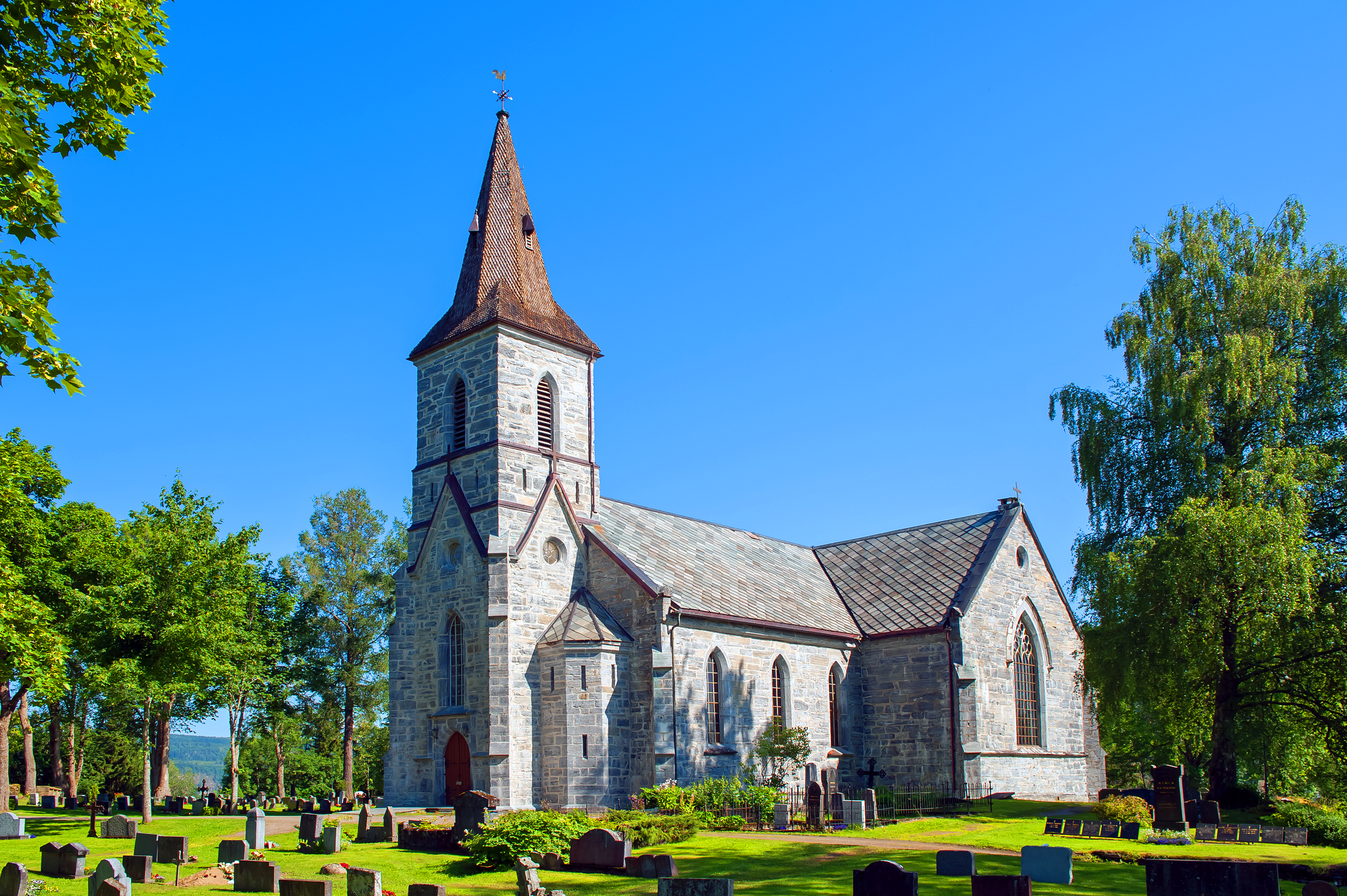
Snåsa kyrka.
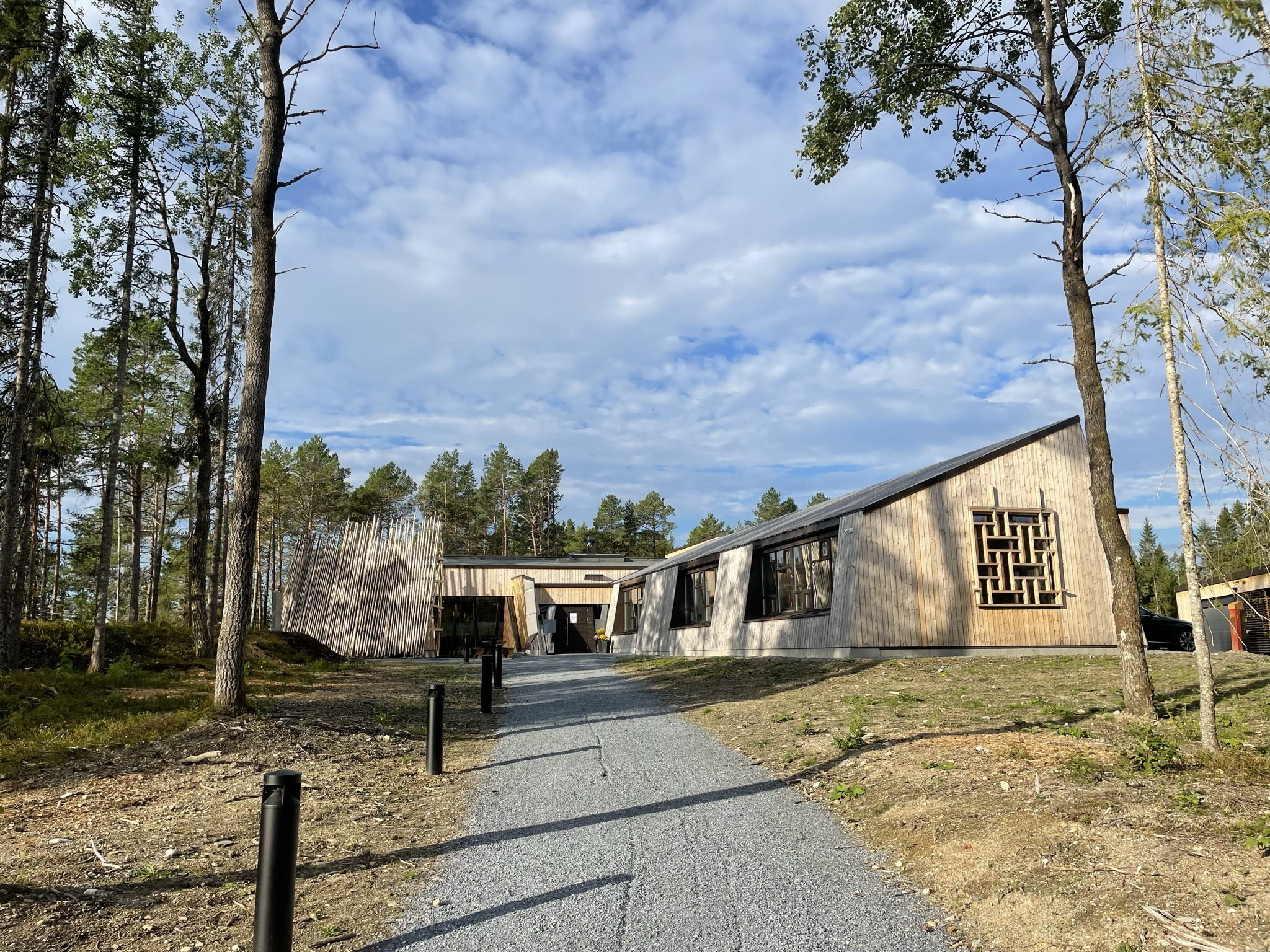
Saemien Sijte, Norges nationella sydsamiska museum.
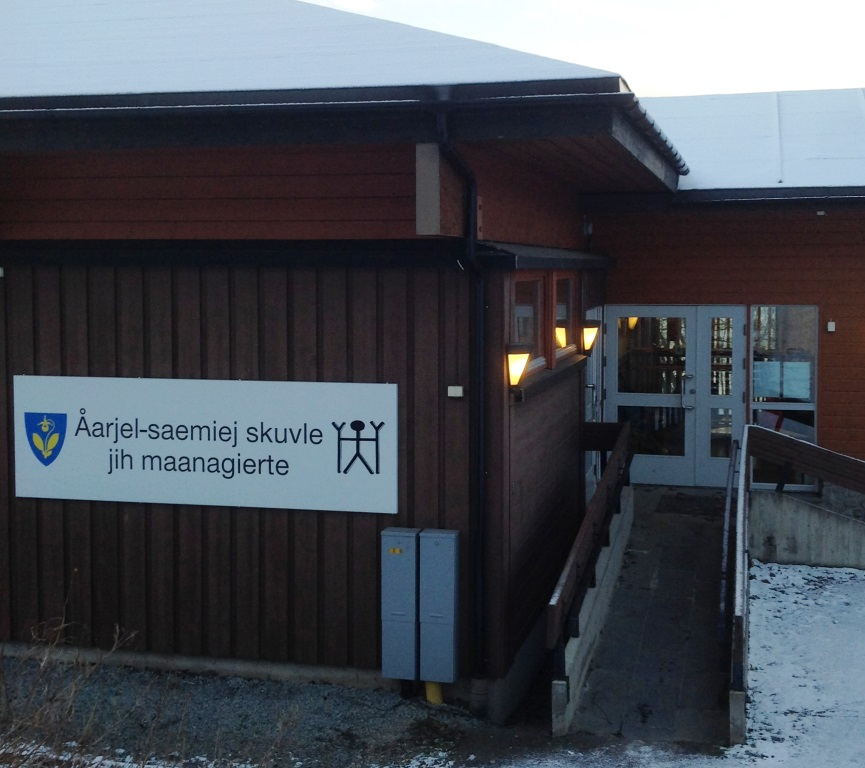
Åarjel-saemiej skuvle (Sameskolan).